# Bernd Gerulat
Bernd Gerulat (* 31. Mai 1959) ist ein deutscher Fußballtrainer und ehemaliger ‑spieler.

## Laufbahn
Gerulat war deutscher Junioren-Nationalspieler. Er spielte beim Itzehoer SV, 1979 wechselte der Verteidiger zu Holstein Kiel. Für die Mannschaft aus der Landeshauptstadt Schleswig-Holsteins stand er zwischen 1979 und 1981 in 29 Begegnungen der 2. Fußball-Bundesliga auf dem Platz. Wegen einer Kreuzbandverletzung musste Gerulat seine Spielerlaufbahn beenden.
Als Trainer war Gerulat von 1987 bis 1989 beim BSC Brunsbüttel (Meister der Bezirksliga 1989), VfR Neumünster (1993 bis 1995; Oberliga-Aufstieg 1995) und beim Itzehoer SV (1996 bis 1999) tätig. Zwischen Januar 2002 und Ende August 2003 betreute er wieder die Mannschaft des VfR Neumünster, dem unter seiner Leitung 2003 überraschend der Aufstieg in die Regionalliga, damals die dritthöchste deutsche Spielklasse, gelang. Hernach war Gerulat Trainer beim 1. FC Lola (Bezirksliga) und TSV Beidenfleth (Kreisliga).
Im Vorfeld der Saison 2006/07 übernahm er das Traineramt beim TSV Kropp und blieb bis Sommer 2007. Unter seiner Leitung wurde Kropp 2007 Meister der Verbandsliga Schleswig-Holstein.
Im April 2010 wurde der hauptberuflich als Mitarbeiter der Stadt Itzehoe tätige Gerulat als neuer Trainer des FC Elmshorn (Hamburger Landesliga) vorgestellt. Er betreute die Elmshorner bis Sommer 2011.